# العلاقات الدنماركية الدومينيكانية
العلاقات الدنماركية الدومينيكانية هي العلاقات الثنائية التي تجمع بين الدنمارك وجمهورية الدومينيكان.

## مقارنة بين البلدين
هذه مقارنة عامة ومرجعية للدولتين:
| وجه المقارنة                                              | الدنمارك                                                     | جمهورية الدومينيكان |
| --------------------------------------------------------- | ------------------------------------------------------------ | ------------------- |
| المساحة (كم2)                                             | 42.92 ألف                                                    | 48.67 ألف           |
| عدد السكان (نسمة)                                         | 5.79 مليون                                                   | 10.40 مليون         |
| الكثافة السكانية (ن./كم²)                                 | 134.9                                                        | 213.68              |
| العاصمة                                                   | كوبنهاغن                                                     | سانتو دومينغو       |
| اللغة الرسمية                                             | اللغة الدنماركية                                             | اللغة الإسبانية     |
| العملة                                                    | كرونة دنماركية                                               | بيزو دومنيكاني      |
| الناتج المحلي الإجمالي (بليون دولار)                      | 324.87 مليار                                                 | 75.93 مليار         |
| الناتج المحلي الإجمالي (تعادل القوة الشرائية) بليون دولار | 278.61 مليار                                                 | 149.89 مليار        |
| الناتج المحلي الإجمالي الاسمي للفرد دولار أمريكي          | 51.99 ألف                                                    | 6.47 ألف            |
| الناتج المحلي الإجمالي للفرد دولار أمريكي                 | 45.54 ألف                                                    | 13.26 ألف           |
| مؤشر التنمية البشرية                                      | 0.900                                                        | 0.715               |
| رمز المكالمات الدولي                                      | +45                                                          | +1809، +1829، +1849 |
| رمز الإنترنت                                              | .dk                                                          | .do                 |
| المنطقة الزمنية                                           | توقيت وسط أوروبا، ت ع م+02:00، ت ع م+01:00، أوروبا/كوبنهاجن ‏ | 00                  |

## منظمات دولية مشتركة
يشترك البلدان في عضوية مجموعة من المنظمات الدولية، منها:
| علم المنظمة | اسم المنظمة                        | تاريخ انضمام الدنمارك | تاريخ انضمام جمهورية الدومينيكان |
| ----------- | ---------------------------------- | --------------------- | -------------------------------- |
|             | الاتحاد البريدي العالمي            | ?                     | ?                                |
|             | يونسكو                             | 4 نوفمبر 1946         | 4 نوفمبر 1946                    |
|             | البنك الدولي للإنشاء والتعمير      | 30 نوفمبر 1960        | 18 سبتمبر 1961                   |
|             | منظمة التجارة العالمية             | 1995                  | ?                                |
|             | وكالة ضمان الاستثمار متعدد الأطراف | 12 أبريل 1988         | 7 مارس 1997                      |
|             | منظمة الشرطة الجنائية الدولية      | ?                     | ?                                |
|             | مؤسسة التمويل الدولية              | 20 يوليو 1956         | 31 أكتوبر 1961                   |
|             | الأمم المتحدة                      | 24 أكتوبر 1945        | 24 أكتوبر 1945                   |
|             | مؤسسة التنمية الدولية              | 30 نوفمبر 1960        | 16 نوفمبر 1962                   |
|             | منظمة حظر الأسلحة الكيميائية       | ?                     | ?                                |

## أعلام
هذه قائمة لبعض الشخصيات التي تربطها علاقات بالبلدين:
- كارلوس فيليبي موراليس (23 أغسطس 1867 – 1 مارس 1914)

## وصلات خارجية
- موقع وزارة الخارجية الدنماركية